# George W.E. Russell
George William Erskine Russell, född 3 februari 1853 i London, död där 17 mars 1919, var en brittisk politiker och författare. Han var kusin till Odo William Leopold Russell.
Russell var 1882–1895 liberal medlem av underhuset samt understatssekreterare i Local Government Board 1883–1885, i ministeriet för Indien 1892–1894 och i inrikesministeriet 1894–1895. Bland Russells skrifter märks biografier över Gladstone (1891), Arnold (1904), Sydney Smith (1905), Pusey (1907), sir Wilfrid Lawson (1909) och biskop Edward King (1912); det innehållsrika memoarverket Collections and recollections (1898), Sketches and snapshots (samma år) samt Fifteen chapters of autobiography (1914).